# Aconodes sikkimensis
Aconodes sikkimensis là một loài bọ cánh cứng trong họ Cerambycidae.